# Харви Алтър
 Харви Джеймс Алтър (на английски: Harvey James Alter) е американски вирусолог, носител на Нобелова награда за физиология или медицина (2020 г.).

## Биография
Роден е на 12 септември 1935 година в Ню Йорк в еврейско семейство. През 1960 година завършва медицина в Рочестърския университет, след което специализира в Националните институти по здравеопазване (1961 – 1964), Вашингтонския университет (1964 – 1965), и Джорджтаунския университет, където остава да работи като хематолог до 1969 година. След това се премества в отдела по трансфузионна медицина на Националните институти по здравеопазване.
В хода на изследванията си за предотвратяване на инфекции при кръвопреливане той открива вируса на хепатит C, особена форма на хепатит, която е неизвестна до 70-те години. За откритието той получава, заедно с Чарлз Райс и Майкъл Хоутън, Нобелова награда за физиология или медицина за 2020 година.